# Felsina (Kartoffel)
Felsina ist eine vorwiegend fest bis mehlig kochende Kartoffelsorte.
Die Kreuzung aus Morene x Gloria besitzt eine mittelfrühe Reife. Geeignet ist sie für die Pommes-frites-Herstellung sowie für den frischen Verzehr. Felsina besitzt ein hellgelbes Fleisch, ihre Augen sind flachenliegend. Ihr Vertrieb erfolgt über die HZPC Holland. Zu beachten ist, dass manche Literaturquellen von dem Einsatz des Herbizidwirkstoffs Metribuzin sowohl in Vorauflauf als auch in Nachauflaufbehandlungen abraten.